# Grajaú (Rio de Janeiro)
Pour les articles homonymes, voir Grajaú.
Grajaú est un quartier nord-Tijuca de Rio de Janeiro au Brésil.
Le quartier possède des rues bordées d'arbres et tranquilles, composées de résidences de classe supérieure et moyenne, dont certaines ont été construites au début du XXe siècle et conservent certaines de leurs caractéristiques d'origine, bien que partageant le paysage avec quelques bâtiments des décennies plus récentes.
Bien qu'il s'agisse d'un quartier essentiellement résidentiel, Grajaú possède quelques établissements commerciaux pour desservir le marché local, et compte plusieurs écoles, parmi lesquelles se distingue un établissement d'enseignement catholique traditionnel, le Colégio da Companhia de Maria.
La principale avenue de Grajaú est l'avenue Engenheiro Richard, en hommage au fondateur du quartier, Antônio Eugênio Richard Júnior, banquier, industriel et l'un des hommes les plus influents des premières décennies du XXe siècle. Cette avenue est divisée en son milieu par un parterre de tamariniers, où se trouve l'actuel siège du Club de Tennis de Grajaú.
Le quartier est traversé par des routes importantes telles que la Rua Barão de Mesquita, l'Avenida Menezes Cortes (également connue sous le nom d'autoroute Grajaú-Jacarepaguá) et la Rua Barão do Bom Retiro, qui relie Grajaú à la région de Méier.
Le centre de Grajaú est situé dans le Largo do Verdun, où se trouvent les principaux établissements commerciaux, et dans la Praça Edmundo Rego, où se trouve l'église Nossa Senhora do Perpétuo Socorro, de style byzantin.